# ГЕС Чашма
ГЕС Чашма — гідроелектростанція на півночі Пакистану. Знаходячись після ГЕС Джіннан, становить нижній ступінь каскаду на річці Інд.
У 1967—1971 роках на Інді з метою іригації звели греблю Чашма довжиною 1084 метри, яка утворила водосховище з площею поверхні 355 км2 та об'ємом 1073 млн м3 (через чотири десятки років внаслідок нанесення осадів скоротився до 429 млн м3). А на початку 2000-х комплекс доповнили гідроелектростанцією, для чого праворуч від греблі прокопали канал довжиною 2,2 км та шириною по дну 136 метрів, який приблизно посередині перекриває руслова будівля машинного залу. Тут встановлено вісім бульбових турбін потужністю по 23 МВт, котрі використовують напір від 3 до 13,8 метра та забезпечують виробництво 688 млн кВт·год.
Видача продукції відбувається по ЛЕП, розрахованій на роботу під напругою 132 кВ.